# فريسنيديلاس دي لا أوليفا
فريسنيديلاس دي لا أوليفا (بالإنجليزية: Fresnedillas de la Oliva)‏ هي بلدية ومدينة في منطقة الحكم الذاتي وتقع في منطقة مدريد في وسط إسبانيا. تبلغ مساحة هذه المدينة  (كم²)، ويبلغ عدد سكانها 1581 نسمة حسب إحصاء سنة 2011 م.